# سپنتا نیکنام
سپنتا نیکنام از اعضای دوره چهارم و پنجم شورای اسلامی شهر یزد و رئیس کمیسیون خدمات شهری این شورا بود. نیکنام نخستین بار در سال ۱۳۹۲ به عضویت در چهارمین دوره شورای اسلامی شهر یزد انتخاب شد. در سال ۱۳۹۶، او با ۲۲ هزار رای به عنوان نفر چهارم، بار دیگر به عضویت در این شورا انتخاب شد. وی تنها عضو زرتشتی این شورا بود و ریاست گردش شصت و سوم انجمن زرتشتیان یزد را برعهده داشت .

## رفع تعلیق عضویت در شورا با حکم دادگاه
با شکایت علی اصغر باقری، نامزد اصولگرا و شکست خورده انتخابات از نیکنام به دلیل زرتشتی بودن او، شعبه ۴۳ دیوان عدالت اداری در حکمی عضویت او را به دلیل مسلمان نبودن معلق کرد. علی اصغر باقری، در انتخابات سال ۱۳۹۶ شکست خورده بود و با ۷۷۰۷ رأی، نفر چهل و پنجم انتخابات شده بود. نیکنام سر انجام در تاریخ ۳۰ تیر ۱۳۹۷ رفع تعلیق شد و پس از ماه‌ها بر کرسی شورا تکیه زد.

### تأثیر قانون انتخابات شوراها
قانون انتخابات شوراها در خرداد سال ۱۳۷۵ به تصویب مجلس شورای اسلامی رسیده و حدود سه هفته بعد، از سوی شورای نگهبان تأیید شده و پس از آن نیز اصلاحاتی داشته‌است. ماده ۲۶ این قانون، شرایط انتخاب‌شوندگان (کاندیداها) در هنگام ثبت نام را تعیین می‌کند. بر اساس بند ج ماده ۲۶، «اعتقاد و التزام عملی به اسلام و ولایت مطلقه فقیه» یکی از شرایط لازم برای انتخاب شوندگان است. بر اساس تبصره ۱ ماده ۲۶، «اقلیت‌های دینی شناخته شده در قانون اساسی به جای اسلام باید به اصول دین خود اعتقاد و التزام عملی داشته باشند و…».
احمد جنتی دبیر شورای نگهبان در نامه‌ای، نظر فقهای شورای نگهبان را در مورد تبصره یک ماده ۲۶ اعلام کرد. تاریخ نامه وی، ۲۶ فروردین ۱۳۹۶ است و خطاب به روزنامه رسمی کشور و برای ابلاغ به دستگاه‌های ذی‌ربط صادر شده‌است. موضوع و با استناد به یکی از سخنرانی‌های روح‌الله خمینی در مهرماه سال ۱۳۵۸، خواستار توقف اجرای تبصره یک ماده ۲۶ قانون انتخابات شوراها شد. در نامه جنتی آمده که به واسطه تبصره ۱ ماده ۲۶ قانون انتخابات شوراها، در مناطقی که اکثریت ساکنان آن‌ها «مسلمان و پیرو مذهب رسمی کشور» هستند، این امکان وجود دارد که افراد غیر مسلمان به عضویت شورا درآیند؛ و از آنجا که تصمیمات این شوراها، بدون رسیدگی به آن‌ها در شورای نگهبان باید اجرا شوند، تبصره ۱ ماده ۲۶ قانون انتخابات شوراها با گفته‌های روح‌الله خمینی در ۱۲ مهر ماه ۱۳۵۸ مغایرت دارد و «خلاف موازین شرع» است. سخنرانی مورد اشاره شورای نگهبان در ۱۲ مهر ۱۳۵۸ در قم و در حضور نمایندگان مجلس خبرگان و پاسداران مسجد الحسین ایراد شده‌است. موضوع سخنرانی «نصرت الهی در پیروزی - انتخابات شوراها - اهمیت ویژه ولایت فقیه» بوده‌است. در این سخنرانی آمده‌است:
بدانید که الان دنبال اینکه اعلام این شده‌است که شوراهای شهر را بناست تشکیل بدهند، دستجاتی که مخالف با نهضت اسلام هستند و از اسلام می‌ترسند، از احکام اسلام می‌ترسند، اینها در صدد توطئه هستند که یک افرادی را جا بزنند به ملت. آنها می‌دانند که خودشان ندارند این قدر جمعیت، عددشان این قدرها نیست که بتوانند ببرند، لکن افرادی را جا بزنند، افرادی که از خودشان است، از حزب خودشان است، جا بزنند به ملت، و ملت را اغفال کنند برای رای دادن به آن‌ها.
در قسمت دیگری از این سخنرانی آمده‌است:
افراد باید اولاً مسلمان باشند؛ و ثانیاً معتقد به نهضت باشند؛ امین باشند در کارهایشان؛ ایمان حقیقی داشته باشند؛ متعهد باشند نسبت به احکام اسلام؛ سوابق خلاف و سوء نداشته باشند. از روحانیین هم باید تعیین بشود. از اهل بازار هم باید باشد. از آن صنف‌های دیگر هم باید باشد. لکن، همه باید در این معنا شرکت داشته باشند که مسلم [باشند]. و البته آنهایی که غیر مسلم هستند برای خودشان شوراهایی ممکن است تعیین کنند، لکن مسلم و متعهد به اسلام متعهد به این نهضت؛ معتقد به این نهضت؛ مخالف با طاغوت، انحراف چپ و راستی نداشته باشد. نه به طرف آن گروه سرمایه‌داری برود؛ نه به طرف چپ باشد، مستقیم، اسلامی، دلسوز برای این ملت.
لازم است ذکر شود که با اینکه ابلاغیه شورای نگهبان قبل از انتخابات سال ۱۳۹۶ صادر شده‌است، صلاحیت نیکنام از سوی هیئت نظارت بر انتخابات رد نشد.
عباسعلی کدخدایی سخنگوی شورای نگهبان در ۲۶ مهر تفسیر شورای نگهبان دربارهٔ «خلاف شرع» بودن نامزدی کاندیداهای غیرمسلمان در مناطقی که در اقلیت هستند، را «لازم‌الاجرا» دانست.
برخی نویسندگان نظریه شورای نگهبان را از آن جهت که قبلاً در این خصوص اظهار نظر کرده و قانون را تأیید نموده‌است. وفق قانون نمی‌داند. اما برخی معتقداند. تصمیم شورا در خلاف شرع دانستن تبصره ۱ ماده ۲۶ قانون شورا نه تنها عدول از نظریه سابق نیست بلکه تکمیل نظریه قبلی است. وقتی شورا نظر شرعی خود را اعلام کرد هیچ مقامی حق ندارند از اجرای آن استنکاف ورزد. یا در اعتبار آن تشکیک کند. بحث مطرح کردن این موضوع در مجمع تشخیص یا هیئت حل اختلاف نیز منصرف از مسئله حاضر است.
محمد یزدی از فقهای عضو شورای نگهبان در ۲ آبان گفت فقهای شورای نگهبان به اتفاق به توقف فعالیت نیکنام رای دادند و مخالفت با این تصمیم مخالفت با نظام جمهوری اسلامی ایران است. یزدی افزود تصمیم‌گیری اقلیت مذهبی برای مسلمانان خلاف شرع است و مجلس شورای اسلامی حق ورود به این مسئله را ندارد.
مدرسی یزدی از فقهای شورای نگهبان در ۴ آبان در توضیح تعلیق حکم نیکنام گفت بر اساس اصل چهارم قانون اساسی غیرمسلمانان نمی‌توانند مسلمانان را نمایندگی کنند و «در جایی که اکثریت مسلمان است، اقلیت نمی‌تواند نماینده آن‌ها باشد».
بیات زنجانی دربارهٔ عضویت اقلیت‌های دینی در شوراها و مجلس معتقد است: طبعاً مراد از کافران کسانی هستند که درصدد سلطه‌اند اما کسانی که اگرچه از نظر اعتقادی با مسلمانان فرق داشته ولی دارای مشترکات عقیدتی با آنها هستند، یقیناً مشمول آیه نیستند.
یوسف صانعی در این باره گفته‌است: "... مالیات که باید بدهد، جنگ که باید برود، حقوق مردم را که باید ادا کند، این بر می‌گردد می‌گوید این چه دموکراسی است؟! این چه جمهوریتی است که توده مردم را از یکدیگر جدا می‌کند؟ !... شورا مگر کارش قانونگذاری است، شورا یک نهاد اجرایی است، این شهردار باشد آن یکی نباشد، اینجا را خیابان بکشید، آنجا را خیابان نکشید، این سلطه‌ای نیست تازه اگر سلطه هم باشد سلطه فرد نیست، سلطه شورا است، شورا این نظرش متبع است نه فرد که شما بگویید «ولن یجْعل‌الله لِلْکافِرِین علی الْمُومِنِین سبِیلاً»"
سید علی سیستانی در پاسخ استفتاء در این مورد پاسخ داد: «مجرد استفاده از مهارت‌های غیرمسلمان حرمت ندارد.»
در ۱۲ آبان یک عضو کمیسیون شوراها و امور داخلی مجلس شورای اسلامی اعلام کرد قانون انتخابات تغییر خواهد کرد تا هر یک از اقلیت‌های دینی تنها هم به هم کیش خود رای بدهد.
در روز سه‌شنبه ۲۱ آذر ماه نمایندگان مجلس شورای اسلامی با اکثریت قاطع مقرر کردند که اقلیت‌های دینی شناخته شده در قانون اساسی ساکن در شهرها و روستاهای کشور می‌توانند نامزد انتخابات شوراهای اسلامی همان شهر و روستا شوند. در تبصره ماده یک این طرح آمده که اقلیت‌های دینی شناخته شده در قانون اساسی ایران به جای اسلام باید به اصول دین خود اعتقاد و التزام عملی داشته باشند. اگر شورای نگهبان یا مجمع تشخیص مصلحت این مصوبه مجلس را تأیید کنند، سپنتا نیکنام می‌تواند به شورای شهر یزد بازگردد.
در اسفند ۱۳۹۶ اعلام شد مجمع تشخیص مصلحت نظام به پرونده نیکنام رسیدگی می‌کند. با توجه به قانون، در صورت گذشت ۶ ماه از تعلیق نیکنام او دیگر نخواهد توانست به شورا برگردد.

### بازگشت به شورا با حکم مجمع تشخیص مصلحت نظام
این پرونده پس از اظهار نظرهای فراوان، به فقهای شورای نگهبان سپرده شد بود که در نهایت این شورا رای به لغو عضویت نیکنام داد اما با پیگیری و رایزنی‌های اسفندیار اختیاری، نماینده ایرانیان زرتشتی در مجلس شورای اسلامی و همچنین محسن رضایی دبیر مجمع تشخیص مصلحت نظام، در جلسه ۳۰ تیر ۱۳۹۷ مجمع تشخیص، بیش از دو سومِ اعضاء به بازگشت سپنتا نیکنام به شورای شهر یزد رای دادند. مجمع در این نشست با مصوبه ای زمینه حضور اقلیت‌ها در شوراهای شهر و روستا را فراهم کرد.

## سابقه انتخاباتی
| سال  | انتخابات               | آرا    | %    | رتبه | ملاحظات   | منبع   |
| ---- | ---------------------- | ------ | ---- | ---- | --------- | ------ |
| ۱۳۹۲ | شورای اسلامی شهر یزد   | ۲۰٬۱۸۹ |      | ۵ام  | برنده     | ISNA   |
| ۱۳۹۶ | شورای اسلامی شهر یزد   | ۲۱٬۷۱۷ | ۸٫۰۹ | ۷ام  | برنده     | ISNA   |
| ۱۴۰۰ | شورای اسلامی شهر تهران | -      | -    | -    | رد صلاحیت | [ ۲۶ ] |